# Związek Emerytów Kolejowych
Związek Emerytów Kolejowych, jedna z działających w okresie międzywojennym w środowisku pracowników kolejowych organizacji związkowych. 